# Jasper Tudor
Jasper Tudor (ur. 1431, zm. 21/26 grudnia 1495) angielski arystokrata, hrabia Pembroke w latach 1452-1461 oraz od 1485, książę Bedford od 1485 r., bliski krewny dwóch królów Anglii: przyrodni brat Henryka VI Lancastera oraz stryj Henryka VII Tudora.

## Pochodzenie
Urodził się jako syn Owena Tudora i Katarzyny Walezjuszki. Jego matka była francuską królewną, córką Karola VI Szalonego i Izabeli Bawarskiej, która w 1420 r. została królową Anglii po ślubie z Henrykiem V. W 1422 r. owdowiała. Po kilku latach wywołała skandal z powodu popełnienia mezaliansu – w sekrecie poślubiła ubogiego walijskiego szlachcica, Owena Tudora.
Miał dwóch braci – Owena, który został zakonnikiem oraz Edmunda Tudora i kilka sióstr. Jego przyrodnim bratem był król Anglii Henryk VI, a wujem król Francji Karol VII.

## Wojna Dwóch Róż
Jego brat Edmund Tudor sprawował funkcję namiestnika króla Henryka VI w Walii. Jeden z wasalów Ryszarda Plantageneta uwięził go w sierpniu 1456 r. na zamku w Carmarthen, gdzie zmarł kilka miesięcy później. Jasper przejął opiekę nad ciężarną wdową po swym bracie, Małgorzatą Beaufort, która wkrótce po śmierci Edmunda urodziła syna Henryka VII.
2 lutego 1461 r. w bitwie pod Mortimer’s Cross wraz z ojcem dowodził wojskami walcząc po stronie królowej Małgorzaty Andegaweńskiej, żony Henryka VI. Podczas bitwy na niebie pojawił się parhelion, które Edward IV i jego żołnierze uznali za boże błogosławieństwo oraz symbol trzech braci Yorków: Edwarda IV, Jerzego księcia Clarence oraz Ryszarda III. Bitwa zakończyła się porażką Lancasterów oraz pojmaniem Owena Tudora, którego nowy król – Edward IV York rozkazał stracić. Jasper uciekł do Bretanii. Wkrótce dołączył do niego Henryk VII.
Do Anglii wrócił dopiero w drugiej połowie 1485 r., gdzie walczył u boku swego bratanka podczas bitwy pod Bosworth przeciwko Ryszardowi III. Bitwa zakończyła się śmiercią Ryszarda III i w efekcie przejęciem władzy przez Henryka VII.

## Wuj króla
7 listopada 1485 ożenił się z Katarzyną Woodville, córką Richarda Woodville’a i Jakobiny Luksemburskiej, młodszą siostrą królowej Elżbiety Woodville. Z żoną nie doczekali się prawowitego spadkobiercy. Około 1490 Katarzyna urodziła martwego syna. Jasper miał co najmniej dwie córki z walijską kochanką:
- Helen Tudor (ur. ok. 1459), żonę Williama Gardinera (ur. ok. 1450) i matkę Stephena Gardinera, biskupa Winchesteru
- Joan Tudor, żonę Williama i matkę Morgana ap Williams (Morgana syna Williama), przodka Oliviera Cromwella.